# Kanton Elven
Kanton Elven (francouzsky Canton d'Elven) je francouzský kanton v departementu Morbihan v regionu Bretaň. Tvoří ho sedm obcí.

## Obce kantonu
- Elven
- Monterblanc
- Saint-Nolff
- Sulniac
- Trédion
- Treffléan
- La Vraie-Croix